# Приснодевство Богородицы

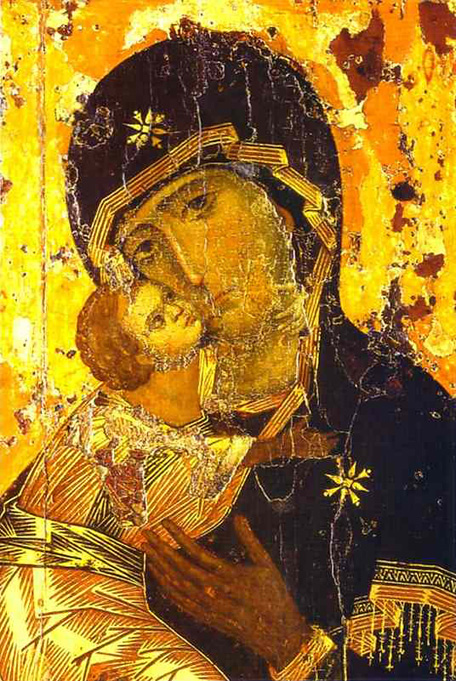
Владимирская икона Божией Матери. В иконографии Богородица изображается с тремя звёздами, что символизирует её тройное девство

Присноде́вство Богоро́дицы (др.-греч. Ἀειπαρθένος, от ἀεί — «всегда, постоянно» + παρθένος — «дева») — доктрина в христианском богословии, заключающаяся в том, что Дева Мария была до рождения, во время и после рождения Иисуса Христа девственна. Этой доктрины придерживаются Римско-католическая церковь, лютеране, англикане, реформаты, Православная церковь, дохалкидонские и доэфесские церкви. Большинство протестантов-нонконформистов отрицают учение о приснодевстве Марии.
Евангелия сообщают о девственности Марии до рождения Христа, на основе же Священного Предания была принята доктрина о Приснодевстве. Эта доктрина, или «post partum», отрицавшаяся Тертуллианом, была решительно защищена позднейшей христианской традицией, в результате чего был выработан термин «Приснодева», закреплённый на Пятом Вселенском соборе (553) в Константинополе. Начиная с IV века общепринятыми становятся формулы, подобные августиновской: «Девой зачала, девой родила, девой осталась». Учение о приснодевственности Марии впервые было выдвинуто в ответ на отрицание девственности Марии некоторыми гностиками, в частности, Керинфом около 100 года и языческими критиками типа Цельса. Однако при этом речь шла не только о самой непорочности зачатия, но и о сохранении девственности при и после рождения. В Католической церкви метафизичность рождения Иисуса без нарушения девственности Марии была подтверждена энцикликой папы Пия XII «Mystici corporis Christi» (1943).

## В ранней Церкви
Упоминание о вечной девственности Марии впервые появляется в тексте Протоевангелия Иакова (конец II века). Святоотеческие высказывания ранней Церкви о приснодевстве Марии являются фундаментом на котором постепенно развилось церковное учение о Марии. Размышления о девственном состоянии Богородицы встречаются в сочинениях Амвросия Медиоланского, Иеронима Стридонского, Фотия Константинопольского. Учение о рождении Спасителю от Девы вошло в Никео-Цареградский Символ веры по итогам Второго Вселенского собора 381 года.
Епифаний Кипрский (IV век) настаивает на том, что приснодевство отражено в самом имени Богородицы: 

«Кто когда-либо или в каком роде дерзал произносить имя Святой Марии и вопрошаемый не присоединял тотчас наименование Дева? Из самых приложений к именам открываются признаки совершенства… Так, Аврааму придано название друг Божий (Иак. 2:23) и оно пребудет нерушимым; Иакову — название Израиль (Быт. 32:28) и оно не изменится; Апостолам — Воанергес, т. е. сыны Громовы (Мк. 3:17) и оно не отнимется; а Святой Марии — Дева и название это не переменится, ибо Святая пребыла Непорочной».
В конце IV века епископ Сердики Боноз отстаивал мнение, что после рождения Христа Дева Мария вступила в брак с Иосифом и родила от него братьев Иисуса. За эти воззрения Боноз был осуждён Капуанским собором 391 года. Григорий Богослов святитель IV века, в своих сочинениях обращает внимание то, что приснодевство Богородицы является тайной веры, которую святоотеческая традиция не пытается объяснить с рациональной точки зрения:

«Что значит рождение Бога от Девы? Как сошлись воедино далёкие естества? Это тайна…».
В 553 году Второй Константинопольский собор присвоил Деве Марии титул «Ἀειπαρθένος» («Вечная Дева»), а на Латеранском соборе 649 года папа Мартин I подчеркнул тройственный характер приснодевства: до, во время и после рождения Христа:

«Если кто не исповедует по святым отцам в собственном смысле и истинно Богородицей Святую Приснодеву Пречистую Марию, как в собственном смысле и истинно родившую Самого рождённого от Бога Отца прежде всех веков Бога Слово, в конце веков бессеменно зачавшую Его от Святого Духа и без истления родившую, причём Её девство и после рождения осталось невредимым…».

## Святоотеческое учение

### Христианские авторы II—III веков
У раннехристианских апологетов II века отсутствуют упоминания о вечном девстве Марии. Понятие о приснодевстве не входит в перечень догматических истин, отстаивавшихся апологетами II века. Однако уже во II—III веках христианские авторы (Иустин Философ, Ириней Лионский, Ориген, Ипполит Римский) отстаивают догмат рождения Иисуса Христа именно от девственной Марии в полемике с язычниками, иудеями и гностиками. Об этом пишет один из первых Отцов Церкви, ведущий богослов II века Ириней Лионский. В полемике с языческими авторами и иудеями Иустин Философ отстаивает идею рождения Христа от Девы. В своих доводах Иустин обращается к Ветхому Завету и отвергает возможные параллели из греческой мифологии (Зевс вступал в сексуальные отношения с женщинами). Для Иустина тема рождения Иисуса от Девы важнейшая догматическая истина, которую тот излагает максимально подробно:

«Слова: „вот, Дева зачнёт во чреве“ значат, что Дева зачнёт без совокупления. Ибо если бы совокупилась Она с кем-нибудь, то не была бы уже Дева, — но Сила Божия, найдя на Деву, осенила Её и сделала то, что Она зачала будучи Девой».
Святитель Мелитон Сардийский (II век) является автором богословских трудов о богочеловеческих свойствах Иисуса Христа, в которых неоднократно упоминает рождение Спасителя от Девы. Догмат о девственном рождении Христа является важной частью христологии Мелитона. Произведение Мелитона свидетельствует о том, что уже во II веке идея рождения Спасителя от Девы являлась частью христианского богословия и литургического обихода.
Ориген, помимо защиты традиционного учения о девственном рождении Спасителя был одним из первых автором, который отверг мнения еретиков о том, что Мария родила детей от Иосифа:

«Здесь мы должны опровергнуть распространённые возражения еретиков,… Заявления, что после рождения Иисуса Мария вступала в супружеские отношения, ничем не подтверждаются, ибо дети, которых называют детьми Иосифа, были рождены не Марией. И в Писании об этом ничего не сказано».
Французский историк и патролог Анри Крузель считает Оригена первым христианским автором, который отстаивал приснодевство Марии. В своих исследованиях Крузель ссылается на места в его трактатах в которых однозначно высказано мнение о том, что Дева Мария осталась девственна и после рождения Иисуса.

### Догматические развитие учения о приснодевстве с III по V век
В святоотеческой традиции III—V веков утверждения о приснодевстве Богородицы можно найти как у восточных, так и у западных Отцов Церкви (Ефрем Сирин, Амфилохий Иконийский, Иоанн Златоуст, Епифаний Кипрский, Зенон Веронский, Амвросий Медиоланский, Иероним Стридонский, Августин Блаженный). В течение IV века в христианстве развилось учение о Деве Марии как о Новой Еве, послушанием которой было исправлено непослушание Евы. В конце IV века в христианской Церкви (как на Востоке, так и на Западе) практически повсеместно утвердилось учение о приснодевстве Девы Марии и развилось употребление термина «Приснодева» по отношению к ней.

#### Афанасий Великий
В сочинениях александрийского святителя IV века Афанасия Великого встречается термин «Приснодева». В своём трактате против ариан Афанасий пишет, что «Сын Божий принял истинную плоть от Приснодевы Марии». В Толковании на 84-й псалом святитель приводит следующие слова:

«Ясно проповедует Истину, воссиявшую миру от Богородицы и Приснодевы. Ибо Христос есть Истина, хотя и родился от Жены. Правда и мир, явственным образом, облобызались ради Истины, воссиявшей миру от Приснодевы Богородицы».
Несмотря на то, что в своих творениях Афанасий не останавливается на теме приснодевства подробно, употребление им термина «Приснодева» свидетельствует, что он признавал девственность Богородицы в момент рождения и после рождения Спасителя.

#### Ефрем Сирин

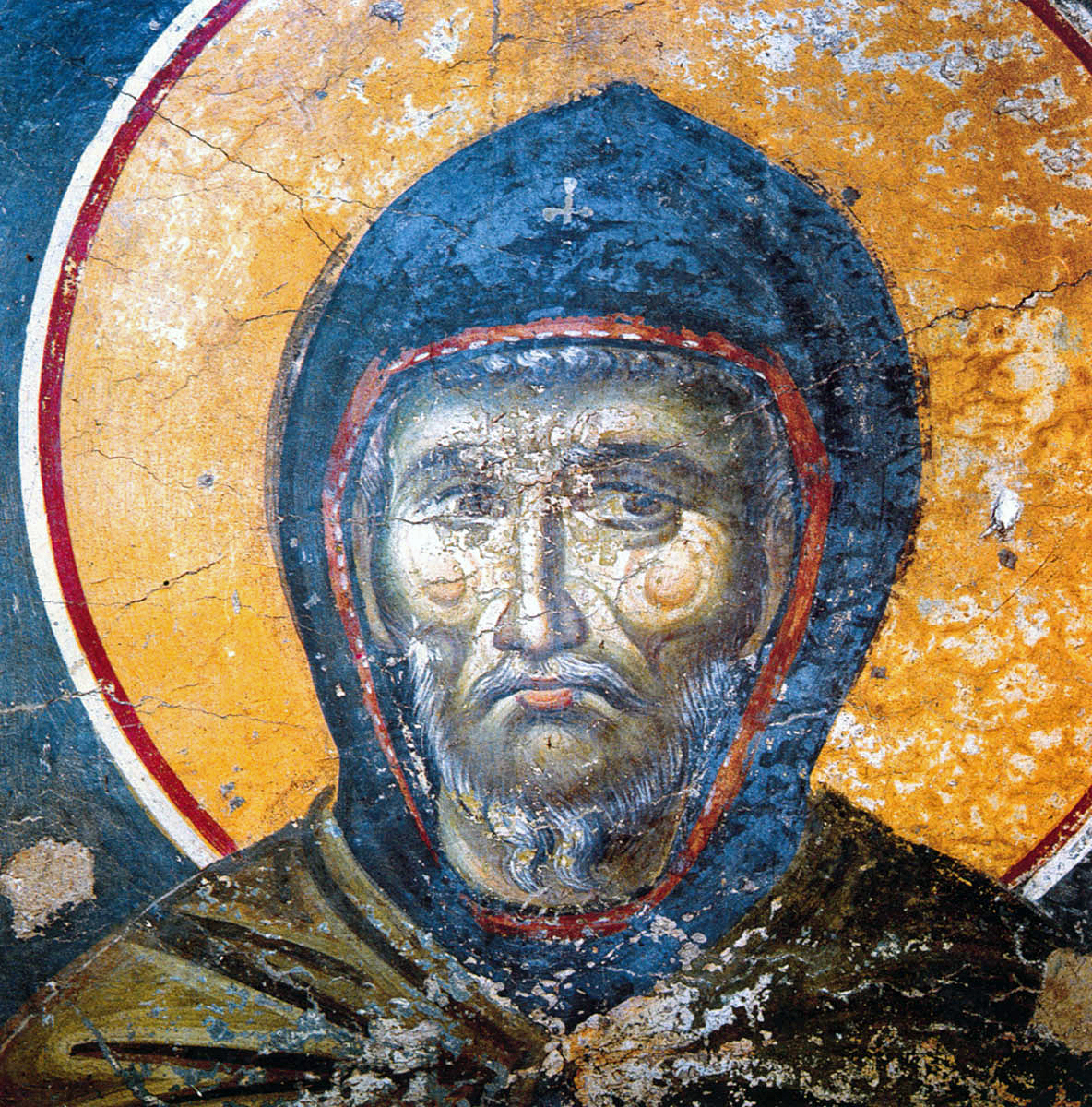
Преподобный Ефрем Сирин. Фреска XIV века в церкви Успения Богородицы в Протате. Афон

Сирийский богослов и поэт IV века оставил значительное богословское наследие, выраженное в стихах. Ефрем Сирин защищает учение о девственном рождении Христа, отвергая нападки иудеев и язычников. В одном из своих произведений Ефрем касается темы сохранения Девы Марией девства после рождения Христа:

«Мария, зачавшая Его, возгнушалась браком; да не любодействует и душа, в которой обитает Он. Поскольку Мария ощутила Его в Себе, то не коснулась брачного ложа; так обитает Он в целомудренных, если ощутит Его в себе. Прежде пришествия Твоего невестой Она Тебе по естеству. По пришествии Твоём, Святой, зачала Тебя сверхъестественно и, родив Тебя, свято пребыла Девой».
Также Ефрем опровергает версию противников традиционного церковного толкования о том, что Мария вступила в брак с Иосифом:

«Есть такие, которые осмеливаются говорить, что Мария после рождества Спасителя была женою Иосифа. Но каким образом могло быть, чтобы Та, Которая была жилищем и обителью Духа и Которую осенила Божественная сила, сделалась потом супругой смертного человека и рождала в болезнях подобно первого поколения?».
Ефрем с максимальным вниманием подходил к защите учения о приснодевстве Богородицы. В своём толковании евангельского текста (Мф. 1:24, 25) сирийского перевода Диатессарона: „в святости жительствовал с Нею, доколе не родила первенца“, Ефрем Сирин пишет, что «„доколе“ в этом месте не обозначает какого-либо предела…». Одним из аргументом отсутствия детей у Девы Марии, Ефрем Сирин считает тот факт, что у креста Иисус вверил её Иоанну Богослову, чего не могло быть, если бы у Марии были родственники-мужчины:

«Если же скажут: вот в Евангелии упоминаются братья Господа нашего, то отвечаю: так как Господь наш передал Марию Иоанну, то этим показал, что как эти ученики не были детьми Марии, так и Иосиф не был её мужем. Ибо каким образом Тот, Кто сказал: „чти отца твоего и матерь твою“, мог бы отделить мать от детей и передать Иоанну?».

#### Амфилохий Иконийский
Несмотря на то, что в сочинениях соратника и современника великих каппадокийцев Амфилохия Иконийского термин «Приснодева» встречается лишь однажды, догмат о вечной девственности Девы Марии выражен им однозначно. Амфилохий достаточно подробно касается вопроса девства Богородицы после рождения Младенца:

«…потому что всякое естество девы от плотской близости с мужчиной сначала разверзается, а затем уже утроба рождает. Но не так было при рождении Спасителя нашего, но Он, Сам разверзая утробу у Девы, не знавшей подобной близости, родился непостижимым образом».
Толкуя Иезекииля, Иконийский святитель опровергает мнение о том, что Богородица не могла остаться девой после рождения:

«Слушай внимательно: что касается девственного естества, то девственные врата вообще не были отверстыми по воле Того, Кого Она только что носила, в соответствии со сказанным о Нём: „Это врата Господни, и Он войдет и выйдет, и будут врата затворены“ (Иез. 44:1, 2). Поэтому, что касается девственного естества, то врата девства вообще не были разверсты, а что касается могущества Родившегося Владыки, то ничто не затворено для Господа, но всё открыто. Нет преграды, нет помехи, всё открыто для Господа».

#### Иоанн Златоуст

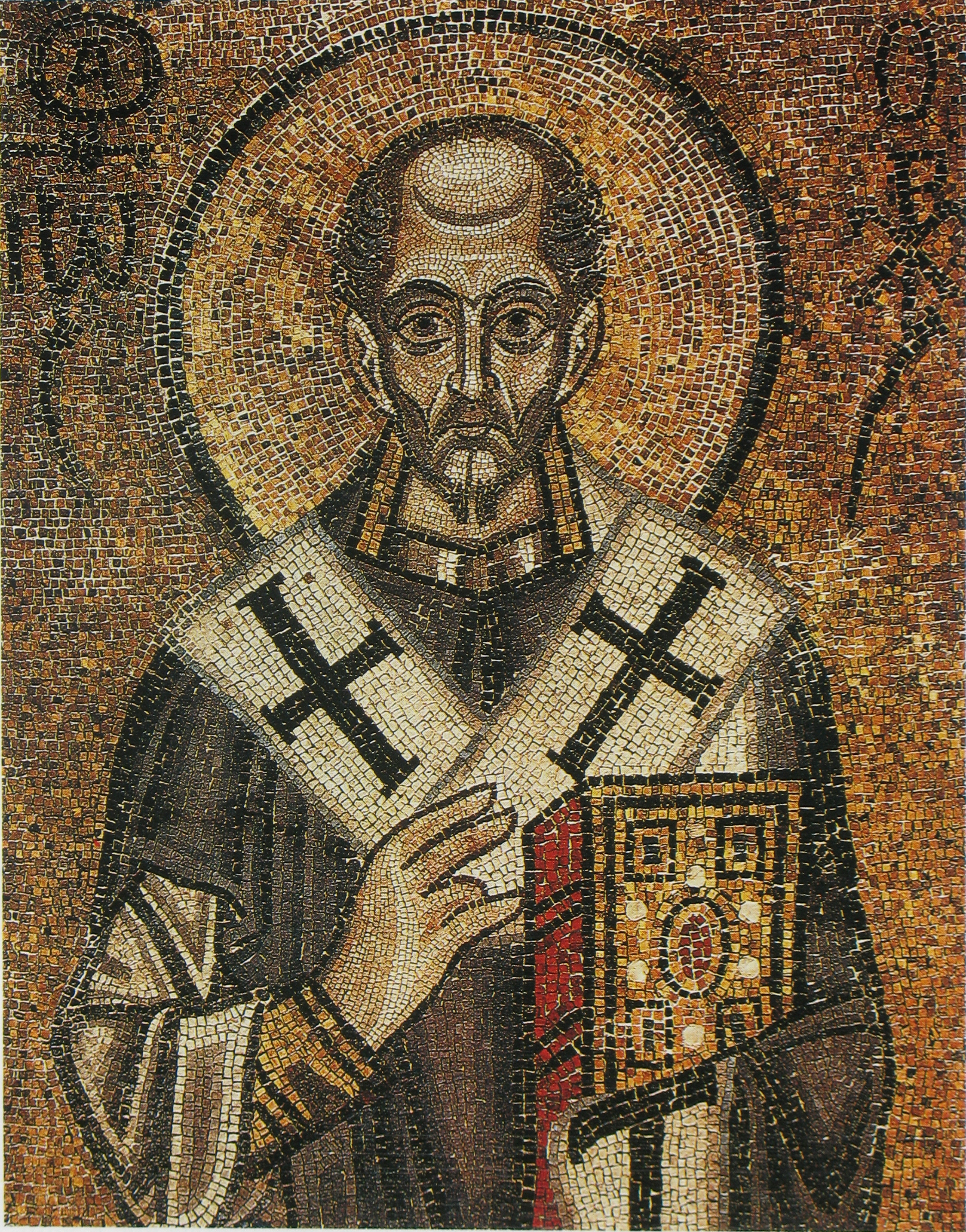
Святитель Иоанн Златоуст. Мозаика Софийского собора в Киеве, XI век

Наиболее плодовитый восточно-христианский автор IV века Иоанн Златоуст, в толковании на Евангелие от Матфея (Мф. 1:25) обращается к ветхозаветным текстам (Быт. 8:7, Пс. 71:7, Пс. 89), толкуя слово „доколе“ (ἕως οῡ) в евангельском повествовании. Константинопольский святитель опровергает мнение о вступлении Девы Марии в половые отношения с Иосифом после рождения Христа:

«Здесь евангелист употребил слово „доколе“ (ἕως οῡ), но ты не подозревай из того, будто Иосиф после познал Её. Евангелист даёт этим только знать, что Дева прежде рождения была совершенно неприкосновенной… А что было после рождения, о том представляет судить тебе самому. Что тебе нужно было узнать от него, то он и сказал, то есть, что Дева была неприкосновенной до рождения. А что само собою видно из сказанного, как верное следствие, то предоставляет собственному твоему размышлению, то есть, что такой праведник не захотел познать Деву после того, как Она столь чудно сделалась Матерью и удостоилась и родить неслыханным образом и произвести необыкновенный плод. А если бы он познал Её и действительно имел женою, то для чего бы Иисусу Христу поручать Её ученику как незамужнюю, никого у Себя не имеющую, и приказывать ему взять Её к себе?».

#### Епифаний Кипрский
Святитель Епифаний Кипрский (IV век) в своих трудах неоднократно упоминает термин «Приснодева». Ко времени появления мариологических писаний Епифания, учение о приснодевстве Марии становилось общепризнанным, хотя и отвергалось некоторыми маргинальными группами. Епифаний, основываясь на апокрифах (Протоевангелие Иакова и Книга Иосифа Плотника), также приводит аргументы о вечном девстве Марии: братья Иисуса были детьми от первого брака Иосифа, Иисус поручил Деву Марию Иоанну Богослову, потому что она не имела детей кроме Спасителя. В своём трактате против ересей Панарион, Епифаний ведёт полемику против двух противоположных групп еретиков: антидикомариамитов (противники почитания Девы Марии) и коллиридиан (приносившие жертвоприношения Марии):

«Так и в отношении к святой и блаженной Приснодеве, одни дерзнули оскорблять Её, говоря, что Она будто бы сожительствовала по плоти с мужем после величайшего и чистого Домостроительства Господа, то есть Его воплощения. И это нечестивейшее из всех заблуждений. Но как мы узнали и дерзнувших на это и легкомысленно предавших себя греху, так с удивлением услышали ещё нечто иное. Некоторые безумствующие в мнении о Самой святой Приснодеве старались и стараются ставить Её вместо Бога и говорят о Ней, увлекаемые каким-то умопомрачением и умоповреждением».

#### Иларий Пиктавийский
В толковании на Матфея западный святитель Иларий Пиктавийский опровергает мнение противников приснодевства, называя их «многими неверующими» (лат. «plures irreligiosi»). Иларий акцентирует внимание на том, что в Евангелии Дева Мария названа «Матерью Иисуса», а не «женой Иосифа». Также и другие Отцы, Иларий считает братьев Господних детьми от первого брака Иосифа, а если бы они были бы детьми Марии, Иисус перед своей смертью не вверил бы её Иоанну.

#### Зенон Веронский
Зенон епископ Вероны, латинский богослов IV века в своих творениях защищал учение о вечном девстве Богоматери. Фактически Зенон первый в христианском мире употребляет «тройную формулу» девства: Мария была девственна до рождения Иисуса, осталась Девой во его рождения и осталась Девой после рождения Христа. Веронский епископ писал:

«О, великое таинство! Мария Дева нерастленно зачала, после зачатия Девой родила, после рождения Девой осталась» (лат. «O magnum sacramentum! Maria virgo incorrupta concepit, post conceptum virgo peperit, post partum virgo permansit»).

#### Амвросий Медиоланский

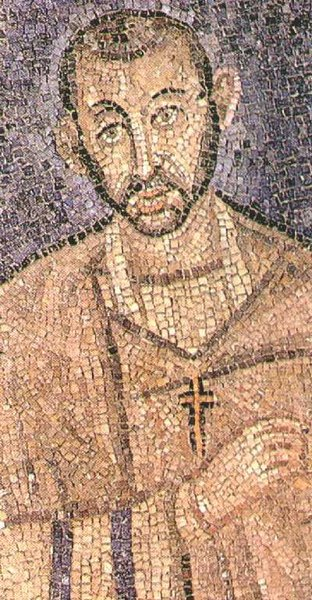
Амвросий Медиоланский, мозаика базилики Святого Амвросия, Милан, IV—V века

Амвросий Медиоланский (IV век) подробно защищает учение о вечном девстве Девы Марии в сочинении «О воспитании Девы и приснодевстве святой Марии». Вслед за Зеноном Веронским, Амвросий также утверждает, что Мария была девственна до рождения Христа, девственно родила и осталась девственна после рождения. В одном из своих писем он также признаёт справедливым низложение епископа Боноза, отрицавшего приснодевство Богородицы:

«…справедливо негодование вашей святости по поводу мнения, что из девственного чрева, из которого родился по плоти Христос, произошло и другое рождение! Не избрал бы Господь Иисус Христос рождение от Девы, если бы считал, что Она окажется столь невоздержной, что осквернит человеческим семенем брачный чертог Тела Господня, этот дворец вечного Царя».
Амвросий Медиоланский обращается к текстам Ветхого Завета (Иез. 44:1—3, Ис. 19:1), видя в них прообраз вечного девства Марии: 

«Итак, врата обозначают Марию, чрез Которую Христос вошёл в этот мир, явившись от девственного рождения и не повредив ключей девства» лат. «genitalia virginitatis claustra non solvit».
В своей апологии Амвросий также разбирает тексты из Нового Завета, где Мария названа «женой» (Ин. 2:4, Гал. 4:4) и поясняет: «зачем нам смущаться наименованием жены? Оно относится к полу; оно — название пола, а не указание на отсутствие невинности». Также миланский святитель, как и другие христианские авторы обращается к аргументу о том, что Христос у Креста вверил Деву Марию своему ученику, а не кому-либо из её родственников: каким же образом, спрашивается, Он стал бы отнимать у мужа жену, если бы Мария была связана супружеством, или если бы Она познала супружеское ложе?».

#### Иероним Стридонский

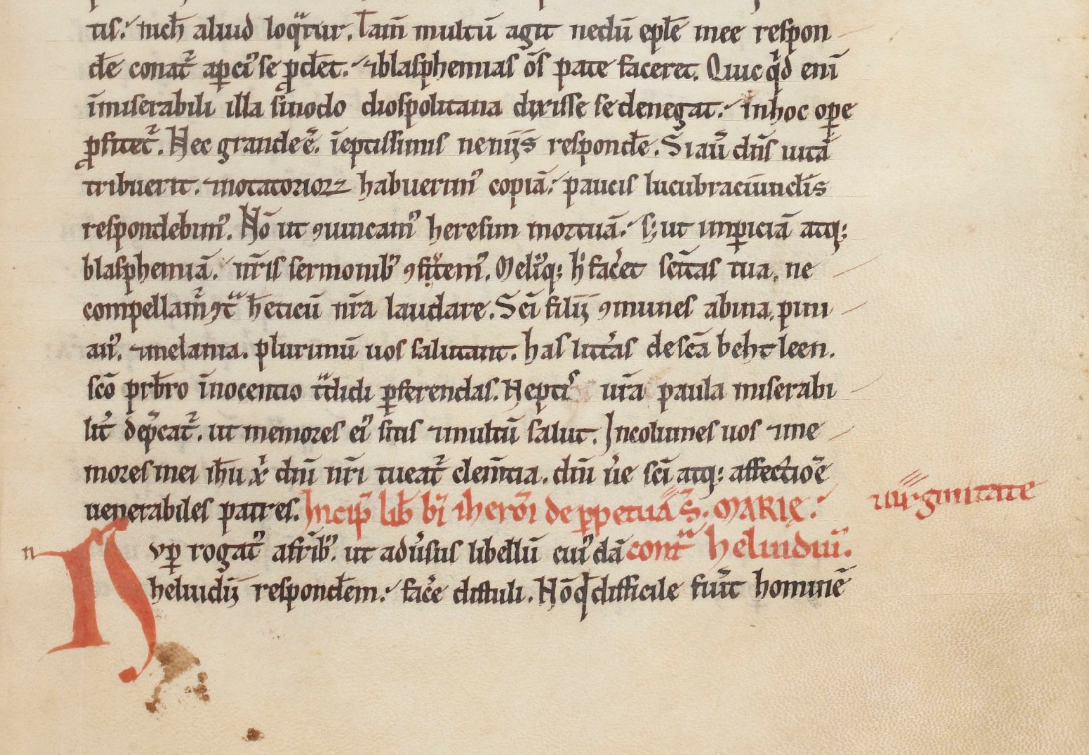
Иероним Стридонский, «О Приснодевстве Блаженной Марии». Латинская рукопись 1101—1300 годов

Иероним Стридонский — латинский автор трактата «О Приснодевстве Блаженной Марии» (лат. «De Virginitate Beatae Mariae»), направленный против римского мирянина Гельвидия (который ссылался на Тертуллиана и Викторина Петавийского), отрицавшего учение о приснодевстве Девы Марии. В своём трактате Иероним обозначает в преамбуле цель своего сочинения и последовательно разбирает все аргументы противников вечного девства Богородицы, в частности говорит о роли праведного Иосифа:

«Во-первых, чтобы чрез генеалогию Иосифа, которому Мария была родственница, показать и происхождение Марии; во-вторых, чтобы Она не была побита народом камнями как прелюбодейка, по закону Моисееву; в-третьих, чтобы во время бегства в Египет Она имела защитника более в провожатом, чем в муже».
Вслед за многочисленными христианскими авторами, Иероним опровергает мнение Гельвидия, приводя свидетельство Евангелия от Иоанна:

«Говоришь, что при кресте Господа Матерь Его присутствовала, говоришь, что по причине вдовства и одиночества Она была поручена ученику Иоанну, как будто, по твоему мнению, не имела Она четырёх сыновей и бесчисленных дочерей, с которыми могла жить? И называешь Её вдовою, чего Писание не говорит».
При этом вопреки Протоевангелию Иакова, Иероним утверждает, что «сродники Господни» это либо его двоюродные братья и сёстры, либо просто родственники.

#### Августин Иппонский
Блаженный Августин — крупнейший латинский богослов Церкви однозначно высказывался в пользу учения о приснодевства Марии:

«В самом деле, Божиим Даром, то есть Духом Святым, нам явлено столь великое смирение столь великого Бога, что Он соблаговолил воспринять во чреве Девы всего человека, вселившись в непорочное материнское тело [и после рождения] оставив его непорочным».
В сочинениях Августина многократно встречается формула о тройном девстве Богородицы, впервые введённая Зеноном Веронским:

«Итак, Она зачала, [будучи] Девой, родила, [будучи] Девой, и осталась Девой… В зачатии — Дева; при рождении — Дева; в беременности — Дева; разрешившись от бремени — Дева; Приснодева… Рожденный от Матери, Которая зачала, не зная мужа и никогда его не знала, — Дево зачала, Девой родила, Девой скончалась…».

## Позиция церквей

### Нехалкидонские церкви
В соответствии с раннехристианским Священным Преданием Древние восточные церкви разделяют учение о приснодевстве Пресвятой Богородицы. Коптская церковь однозначно придерживается догмата о вечной девственности Девы Марии. В конце XIX века в Коптской церкви группа богословов боролась с протестантской пропагандой в Египте, в частности против отрицания учения о приснодевстве Богородицы.
Армянский католикос Нерсес IV Шнорали (1166—1173) в своём трактате «Изложение веры Церкви Армянской» однозначно излагает веру в то, что Дева Мария осталась девственна и после рождения Спасителя:

«Непременяемый, в самом соединении сохраняя Божественное и человеческое естества, благоизволил девять месяцев пребывать и быть носимым во чреве, родиться от Девы, оставив девство неповрежденным и нерастленным».
Анафора апостолов Эфиопской церкви торжественно называет Деву Марию Приснодевой: «…сие есть Тело и Кровь Господа и Спасителя нашего Иисуса Христа, которые Он принял от Владычицы всех нас пресвятой Приснодевы Марии…». Литургическая традиция Сиро-яковитской церкви также ясно выражает веру в приснодевство Богородицы: «Он принял плоть от святой Матери Божьей, Приснодевы Марии, освященной обитанием Духа Святого».

### Протестантизм

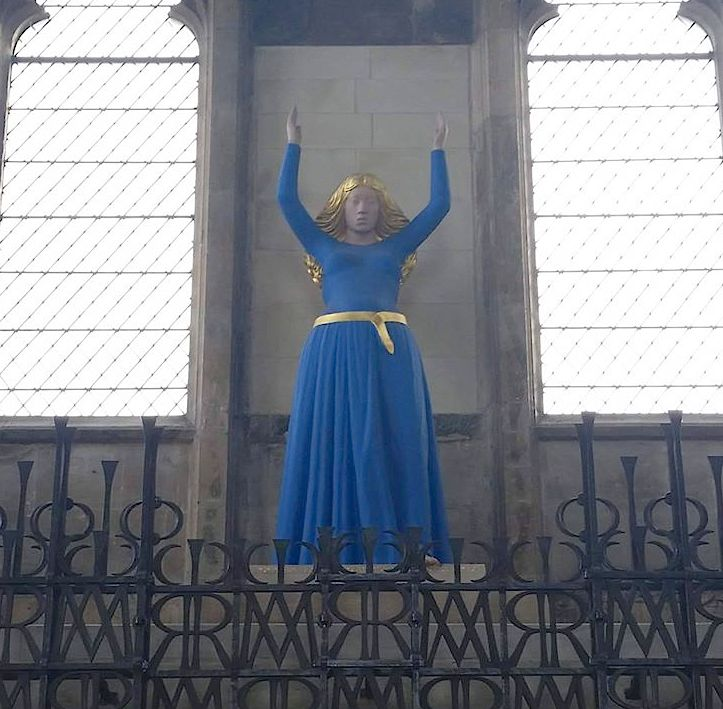
Статуя Девы Марии (2000), скульптор Дэвид Уинн, собор Или

Реформация утвердила постулат о единоспасающей вере, исключающей любых посредников между Богом и человеком, что привело к прекращению почитания Девы Марии во многих протестантских деноминациях. Часть последователей протестантизма считает, что, несмотря на упоминание в Священном Писании непорочного зачатия, в нём не упоминается вечная девственность Марии после рождения Христа. Современные протестанты в значительной степени отвергли вечную девственность Марии на основании принципа Sola scriptura, и она редко упоминается в догматических исповеданиях, хотя приснодевство Марии по-прежнему разделяется большинством верующих в англиканстве и лютеранстве.

#### Англиканство
В 39-ти статьях англиканского вероисповедания Дева Мария упоминается однажды: «воспринял человеческую природу во чреве благословенной Девы от её существа» (статья 2). В календаре Англиканской церкви присутствуют праздники, связанные с Богородицей Рождество Девы Марии и Благовещение. В англиканской традиции Дева Мария не называется Богородицей, а также отсутствуют молитвенные призывания к Божией Матери. Деятели английской Реформации Хью Латимер, Томас Кранмер, Джон Джуэлл исповедовали догмат о вечной девственности Богородицы. В англиканстве вера в догматы о приснодевстве Девы Марии и её телесном вознесении на небеса после смерти не является обязательным, но некоторые верующие считают эти взгляды благочестивым мнением.

#### Евангельские христиане
В своей статье «Краткое рассмотрение мариологической доктрины» преподаватель Санкт-Петербургского христианского университета Виктор Шленкин отмечает, что евангельские христиане не уделяют особого внимания Деве Марии, поскольку упоминания о ней в Новом Завете минимальны. Также автор утверждает, что Дева Мария рожала других детей от Иосифа, перечисленных евангелистом Марком. Баптисты отрицают учение о приснодевстве Богоматери.

#### Лютеранство и реформатство
Основоположник Реформации Мартин Лютер признавал возможность заступничества Девы Марии перед Богом и её приснодевство. Большинство современных последователей Лютера (лютеранство) и Цвингли (реформатство) почитают Деву Марию, считая её Святой приснодевой. Лютеранские Шмалькальденские артикулы (1537) и Второе Гельветское исповедание (1562) Реформатской церкви признают догмат о вечной девственности Марии. Часть лютеран считает вечную девственность Марии благочестивым мнением и оно не рассматривается ими как обязательное учение, основанное на Священном Писании.

### Православная церковь
Православная церковь исповедует догмат о приснодевстве Богородицы, выраженный Пятым Вселенским собором (553):

«Если кто не исповедует два рождения Бога Слова, одно прежде веков от Отца, безвременно и бестелесно, а другое в последние дни, когда Он же сошёл с небес, и воплотился от святой славной Богородицы и Приснодевы Марии, и родился от Неё: тот да будет анафема».
Догмат о приснодевстве, утверждает девство Девы Марии до, во время и после Рождества Христова. В православии приснодевство и Богоматеринство делают Деву Марию «честнейшей Херувимов» и несравненно «славнейшей Серафимов». Святоотеческая и литургическая традиции Православной церкви именует Её «Пресвятой», «Пречистой», «Пренепорочной», «Всечестной», «Преблагословенной», «Славной», «Владычицей Богородицей». Современный православный богослов, патролог и церковный историк митрополит Иларион (Алфеев) пишет:

«Если же говорить о приснодевстве Марии, то прямых указаний на это в Евангелии нет, однако нет и прямых опровержений этого. Церковное учение с самых ранних времён утверждало, что Пресвятая Богородица — „прежде рождества и по рождестве Дева“».

### Римско-католическая церковь
Почитание Девы Марии в католицизме основано на древнем догматическом учении о Богородице, которая сохранила приснодевство «до, во время и навсегда после рождения» (лат. «semper Virgo, semper in virginitatis integritas») (конституция папы Павла IV (1555)). Католическая церковь утвердила вечное девство как один из четырёх догматов о Деве Марии, придав ему статус божественного установления (лат. jure divino), отрицание которого является ересью. Метафизичность рождения Иисуса без нарушения девственности Марии была подтверждена энцикликой папы Пия XII «Mystici corporis Christi» (1943). Догматическая конституция «Lumen Gentium» Второго Ватиканского собора (1962—1965) говорит о вечном девстве Пресвятой Богородицы следующее:

«Этот союз Матери с Сыном в деле спасения проявляется со времени непорочного зачатия Христа […], а затем и с рождением Господа нашего, который не умалил девственной непорочности Своей матери, но освятил её».

### Церковь Востока

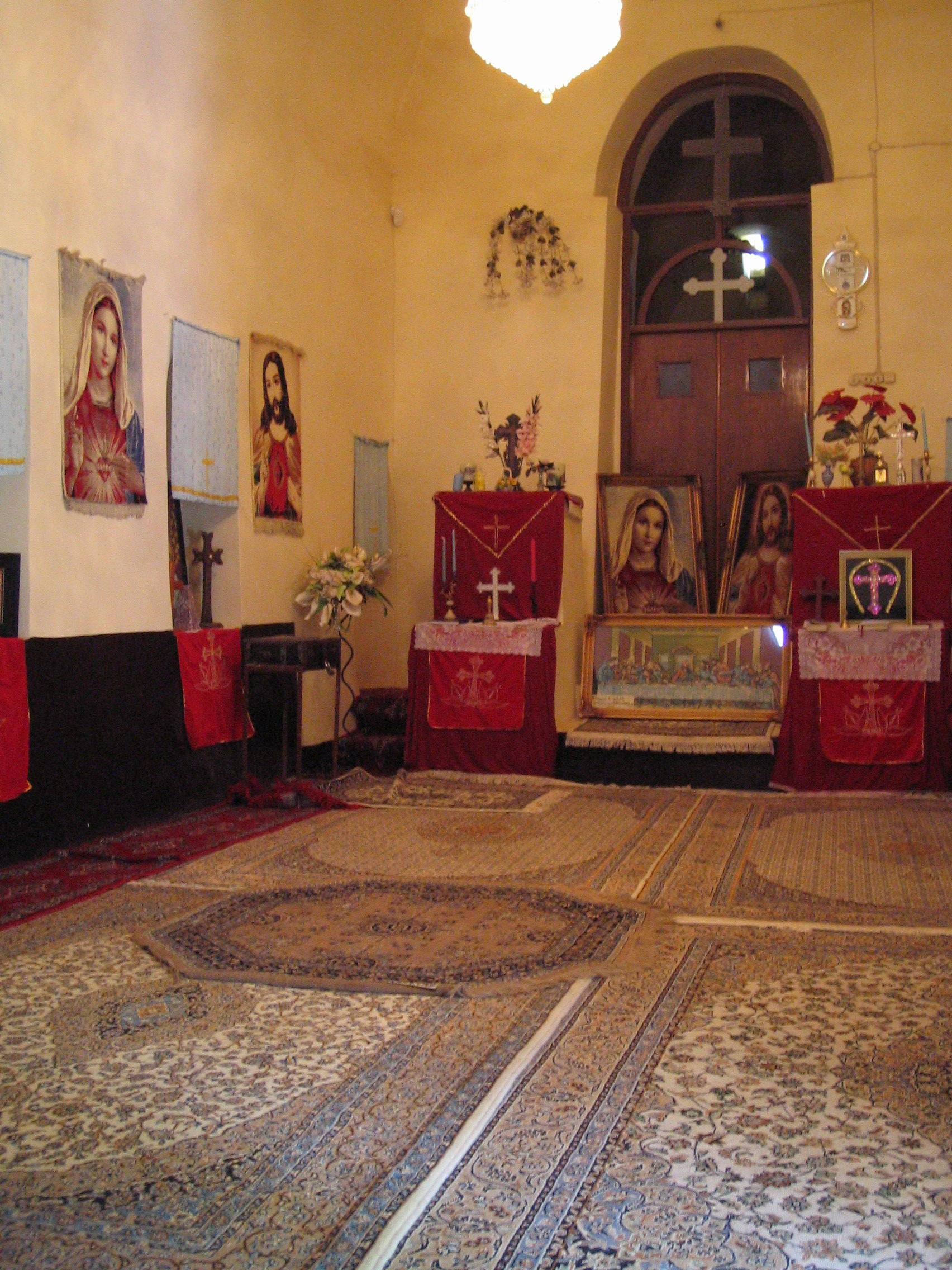
Изображения Иисуса Христа и Девы Марии в древнем храме Ассирийской церкви Востока. Урмия, Иран

Несмотря на то, что восточно-сирийская традиция не использует термин «Богородица» (yaldāt ’alāhā), а предпочитает именовать Деву Марию «Матерью Христа» или «Христородицей» (yaldāt mšīh̦ā) учение о приснодевстве Девы Марии получило распространение в Церкви Востока. Так, одной из тем богословского собеседования патриарха Церкви Востока Тимофея I (782—823) и халифа аль-Махди (775—785) стала тема о том как Дева Мария могла остаться девой после рождения Иисуса. Крупнейший богослов Церкви Востока рубежа VI—VII веков Бабай Великий предпочитал именование «Матерь Христа». Однако в историографии нет единого мнения относительно мариологии Бабая Великого, поскольку он единственный из восточно-сирийских богословов употреблял термин «Богородица». Российский исследователь Н. Н. Селёзнев утверждает, что для антиохийских богословов, для Бабая и его предшественников было допустимо выражение «Богородица», если данное употребление не предусматривало идею «порождения Божества», чуждую Церкви Востока. В произведениях Бабая встречаются выражения о приснодевстве Марии:

«Слово Божие, Вторая кнома Пресвятой Троицы, имеющая Лицо Сыновства, соединило наше человечество Своему Лицу Сыновства и сообщило это Лицо образовавшемуся во чреве Преблагословенной Девы человеческому существу. Таким образом Лицо Сыновства стало Лицом Зачатого Приснодевой, при том, что Слово осталось совершенным в Своей кноме, и человеческая кнома не утратила своего совершенства».
В исповедании веры, составленном католикосом-патриархом Церкви Востока Ишоябом I (582—595) Дева Мария также названа «Приснодевой»:

«Он сошёл и воплотился и стал человеком по домостроительству, будучи превыше всякой перемены или изменения, Господь наш, Иисус Христос, рождённый от Отца прежде всех век в Своём Божестве, в последние времена родился по плоти от Приснодевы Марии, Тот же, но не так же».

## Критика
В ранней Церкви появились отрицатели учения о приснодевстве Богородицы. Как правило, их мнение основывалось на иной интерпретации новозаветных текстов. В частности, для обоснования своего мнения они ссылались на то, что в Священном Писании Дева Мария названа «женой» (Ин. 2:4), Иисус Христос — «первенцем» (Лк. 2:7), а Евангелия прямо не говорят о приснодевстве Марии. В истории Церкви неоднократно появлялись еретические группы (например, антимариане), которые отрицали учение о приснодевстве Марии. Раннехристианский писатель Тертуллиан, признавая факт рождения от девы, сам факт рождения Иисуса от Марии толковал как потерю девства.
Критики церковной интерпретации Евангелий ставят под сомнение христианское учение о том, что Мария осталась девственницей после рождения Иисуса. Британский историк Морис Кейси пишет:
«…Иисус, называемый сыном Марии и имевший названных по имени братьев и неназванных сестёр, был братом других детей Марии. Прочие идеи — продукт более поздней христианской веры в приснодевство Блаженной Девы Марии, догмата, основанного на воображении, не имеющего места в историческом исследовании и какой бы то ни было связи с исторической Мариам. Мы должны предпочесть информацию Марка: у Мариам было несколько детей».